# Sommer-Paralympics 2008/Teilnehmer (Bahrain)
| stlisierte Goldmedaille | stlisierte Silbermedaille | stlisierte Bronzemedaille |
| ----------------------- | ------------------------- | ------------------------- |
| —                       | —                         | —                         |

Bahrain nahm mit drei Sportlern an den Sommer-Paralympics 2008 im chinesischen Peking teil.
Fahnenträger bei der Eröffnungsfeier war der Leichtathlet Ahmed Meshaima. Er erreichte auch das beste Ergebnis der Athleten aus Bahrain mit einem fünften Platz im Speerwerfen in der Klasse F37/38.

## Teilnehmer nach Sportarten

### Leichtathletik
Frauen
- Fatema Nedham

Männer
- Ahmed Meshaima

### Powerlifting (Bankdrücken)
Männer
- Hasan Alderazi